# Демки (Золотоніський район)
Де́мки — село в Україні у Золотоніському районі Черкаської області. Входить до складу Шрамківської сільської громади. Розташоване за 35 км від селища Драбів. Населення — 811 чоловік (на 2009 рік).

## Географія
На північній стороні від села бере початок річка Бутовщина, ліва притока Супію.

## Історія
Перші згадки про Демки з'являються в середині XVII століття, зокрема вони вже є на карті француза Боплана. За переказами, назва села походить від першого поселенця на прізвище Демко.
Найбільшими землевласниками у XIX на початку ХХ століття були російські князі Голіцини та поміщик Шубукін.
Селище  доки не була збудована Успенська церква було приписане до Михайлівської церкви у Капустинцях
Село є на мапі 1800 року.
У середині XIX століття в Демках налічувалося 237 дворів, у яких проживало 1130 осіб. У селі був паровий млин, олійниця, кузня.
1904 року тут перебував російський письменник В. Г. Короленко.
До Жовтневого перевороту функціонувала церковноприходська школа, у якій протягом 1904—1905 років вчителювала дочка Володимира Короленка — Софія Володимирівна. Після інтервенції території повіту радянськими військами, до влади у селі прийшли більшовики. Останні почали насильницьким способом зганяти селян до комун та колгоспів. Такі дії викликали масовий селянський спротив в перші роки окупації. 5 травня 1921 року у селі створено першу сільськогосподарську артіль. За роки Голодомору 1932—1933 рр. у Демках загинуло багато селян, серед яких вдалось встановити імена 161-ї особи (більше ніж загинуло демківців на фронтах Другої світової).
Село постраждало внаслідок геноциду українського народу, проведеного окупаційним урядом СССР 1932—1933 та 1946–1947 роках.
21 вересня 1941 року село окуповане військами Вермахту, а 21 вересня 1943 року відвойоване Червоною Армією. На фронтах Радянсько-німецької війни билися 246 демківців, з них 45 нагороджені орденами й медалями, на честь 152 жителів села, які загинули у війні, споруджено обеліск Слави і пам'ятник.
Станом на 1972 рік в селі проживало 1 478 осіб, тут містилася центральна садиба колгоспу ім. Леніна, який мав в користуванні 3,1 тисяч га землі, з них орної 2,9 тисяч га. Напрям господарства був м'ясо-молочне тваринництво.
В селі працювали середня школа, де навчались 227 учнів, будинок культури на 400 місць, 2 бібліотеки з книжковим фондом 16 тисяч примірників, дільнична лікарня, аптека, відділення зв'язку, ощадна каса, комбінат побутового обслуговування.

## Церкви
Щонайменше з першої половини ХІХ ст. у селі діє православний храм Успіння Пресвятої Богородиці. В різні роки священниками, дяками (паламарями) були (в дужках зазначені роки перебування на парафії):
священник Андрій Пашутинський (1844 — ), дяк Федір Григорович (1844 — 1878)  
священник Петро Падалка (1874 — 1882), дяк Костянтин Григорович (1874 — 1886)
священник Федір Боровський (1882 — 1891) — прибув з Чернігівщини, де служив у церкві Святого Миколая м. Борзна, 27 жовтня 1891 р., у віці 40 років, повісився у с. Демки через психічний зрив, дяк Адріан Григорович (1887 — 1916) 
священник Іван Боровський (1892 — 1915) 
священник Федір Грудницький (1916 — 1918), дяк Всеволод Федорець (1917 — 1918)

## Традиційні прізвища
Починаючи з першої половини ХІХ ст., у селі сформувались такі осілі роди (перелік традиційних прізвищ за алфавітом):
А
Андрусенко
Антоненко
Б
Безвіконний
Бойко
Буряк
Бутенко
В
Василенко
Відьма
Г
Григоренко
Гаращенко
Головань
Д
Дем'яненко
Довгий
Дудка
Е
Евенко
З
Зусик
Зелюк 
Завалій
Згуровський
К
Карпенко
Кононенко
Куля
Кріпак
Куцопартий
Кубар
Кадило
Кириченко
Колос
Криволап
Костюковський
Л
Лич
Ланько
М
Манич
Майстренко
Манжура
Мозковий
Музика
Матієнко
Н
Найда
Назаренко
Наконечний
Наталенко
Низенко
О
Огій
Олабін (вже у ХХ століття трансформувалось в Алабін)
Осипенко
П
Плетінь
Полторак
Пух
Р
Рудницький
Рибак
С
Савенко
Савоста
Сердюк
Т
Терещенко
Тещенко
Х
Харченко
Ч
Чмель
Ш
Шевчук
Шинкаренко
Шиль
Шрамко
Штанько
Шурша
Я
Ярош

## Сучасність
У Демках працює школа І—ІІІ ступенів, дитячий садок, Будинок культури, бібліотека, лікарська амбулаторія, аптека.
Протягом 2005–2006 років село повністю газифіковано, в 2007 році на газове опалення переведено школу.
Найбільші сільськогосподарські виробники: ТОВ «Атлантик Фармаз-ІІ» та ПСП «Опал».

## Відомі люди
- Жук Сергій Йосипович (1969—2018) — солдат Збройних сил України, учасник російсько-української війни.
- Косенко Василь Йосипович — заслужений юрист України, генерал-полковник юстиції, суддя Верховного Суду України.
- Зелюк Віталій Володимирович — кандидат педагогічних наук, доцент, директор Полтавської академії неперервної освіти ім. М. В. Остроградського
- Юхименко Микола Петрович  —генерал — майор міліції.